# Persistent Sexual Arousal Disorder
Persistent Sexual Arousal Disorder (PSAD, også Persistent Genital Arousal Disorder, Persistent Sexual Arousal Syndrome) er en sjældent tilstand der resulterer i spontan og vedblivende fysisk seksuel opstemthed med eller uden medfølgende orgasme og opsvulmede kønsorganer, og ikke afstedkommet af romantiske følelser eller seksuel lyst. Tilstanden blev først dokumenteret af doktor Sandra Leiblum i 2001, og kun for nylig klassificeret som syndrom i medicinsk litteratur. PSDA er ikke relateret til hyperseksualitet (nymfomani / satyromani). Det er hovedsageligt kvinder der bliver ramt af PSAD, og de får forholdsvist våde og derfor generende, orgasmer. Mænd, der lider af PSAD, kan få direkte udløsning. Ud over at PSDA er meget sjældent forkommen er den også underreporteret af de ramte, der kan finde det skamfuldt eller pinligt.
Personer der lider af PSAD kan opleve en meget intenst og langvarig fysisk liderlighed over en periode af dage og uger. Orgasme kan nogle gange give en midlertidig ro, men indenfor kort tid vil symptomerne returnere. Symptomerne kan være invaliderende og forhindre personen i at koncentrere sig om de mest trivielle dagligdagsopgaver. Vibrationer fra almindelige dagligdagshændelser, så som bil- eller togtransport eller vibrerende mobiltelefoner eller blot det at gå på toilet, sidde ned eller blive prikket på skulderen kan få den ramte til at få umiddelbar og ustyrlig orgasme.

## Diagnose
Diagnosen er baseret på fem kriterier:
- Den seksuelle ophidselse af kønsorganerne og klitoris er vedblivende for en periode af flere timer til adskillige dage.
- Den seksuelle ophidselse stammer ikke fra en egentlig lyst til sex.
- Den seksuelle ophidselse forsvinder ikke efter en enkelt orgasme, men kræver som regel adskillige.
- Følelsen af seksuel ophidselse er påtrængende og uønsket.
- Den seksuelle ophidselse af kønsorganerne og klitoris er som minimum moderat smertefuld.

## Symptomer
- Kilden i klitoris (85% af patienterne)
- Opsvulmning af kønsorganer (80%)
- Skedelubrikation (76%)
- Orgasmesammentrækninger i skeden (71%)
- Kilden i skeden (70%)
- Smerter i klitoris (20%)
- Smerter i skeden (17%)

Omkring halvdelen af PSAD patienterne er i en konstant tilstand af seksuel ophidselse, den anden halvdel er denne tilstand periodisk. Kvinder rapportere også en række negative følelser:
- Frustration (89%)
- Distraktion (85%)
- Bekymring (64%)
- Forlegenhed (60%)
- Ængstelse (51%)
- Depression (47%)
- Skam (38%)
- Skyld (33%)
- Sygdom (28%)

## Mulige årsag og behandling
Der vides ikke nok om PSAD til med sikkerhed at kunne fastslå hvad det skyldes. Læger mener PSAD kan hænge sammen med fejl i nervebanerne forårsaget af forskellige neurologiske sygdomme som eksempelvis Parkinson Syge. Nogle medikamenter, så som trazodone kan måske have PSAD som bivirkning, i hvilke tilfælde et stop for brug af medicinen kan stoppe syndromet. Andre gange kan PSAD opstå efter stop for brug af lykkepiller.
Masturbation kan hjælpe nogle kvinder til at afhjælpe deres symptomer (de skal så i gennemsnit opnå 2-9 orgasmer ad gange). PSAD kan også nogle gange afhjælpes ved hjælp af antidepressive medikamenter, hormonhæmmende antiandrogener og bedøvende creme.